# Shane’s Castle

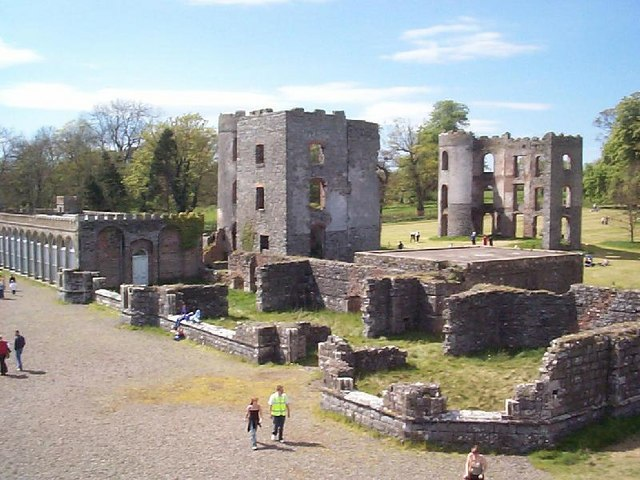
Shane’s Castle am 1. Mai 2002

Shane’s Castle ist eine Burgruine bei Randalstown im nordirischen County Antrim. Sie liegt am Nordostufer des Lough Neagh. Die Burg ließ 1345 ein Mitglied der Familie Ó Néill (O’Neill) bauen. Sie hieß ursprünglich Éadan Dúcharraige (Eden-duff-carrick). Shane MacBrien O’Neill änderte den Namen 1722 in Shane’s Castle.
Eine Terrasse wurde um das Jahr 1800 gebaut und 1812 begannen die Arbeiten zum Wiederaufbau der Burg nach den Plänen von John Nash, aber 1816 wurde die Burg durch einen Brand verwüstet und die Arbeiten wurden eingestellt. Nur Nash’s Kamelienhaus ist bis heute erhalten. In den 1860er-Jahren ließ der 1. Baron O’Neill durch Charles Lanyon und William Henry Lynn von Lanyon, Lynn and Lanyon ein zweites Haus bauen. Der Fronhof bedeckt eine Fläche von 10,5 km² an den Ufern des Lough Neagh.
Die Burg wurde in der HBO-Fernsehserie Game of Thrones umfangreich als Kulisse genutzt.